# Distretti congressuali del Connecticut

Distretti congressuali del Connecticut

Lo stato del Connecticut è diviso in 5 distretti congressuali, ognuno rappresentato da un rappresentante alla Camera dei rappresentanti degli Stati Uniti.
Tutti i distretti sono attualmente rappresentati al 119º Congresso degli Stati Uniti d'America da democratici.

## Distretti e rispettivi rappresentanti
| Distretto | Rappresentante | Partito     | CPVI | In carica dal  | Mappa del distretto |
| --------- | -------------- | ----------- | ---- | -------------- | ------------------- |
| 1°        | John Larson    | Democratico | D+12 | 3 gennaio 1999 |                     |
| 2°        | Joe Courtney   | Democratico | D+4  | 3 gennaio 2007 |                     |
| 3°        | Rosa DeLauro   | Democratico | D+8  | 3 gennaio 1991 |                     |
| 4°        | Jim Himes      | Democratico | D+13 | 3 gennaio 2009 |                     |
| 5°        | Jahana Hayes   | Democratico | D+3  | 3 gennaio 2019 |                     |

## Cronologia delle configurazioni
Le tabelle riportano le mappe dei confini dei distretti congressuali dello stato del Connecticut, presentati in maniera cronologica. Vengono mostrati tutti i cicli di modifica periodica dei distretti dal 1973 ad oggi.
| Anno      | Cartina dello stato |
| --------- | ------------------- |
| 1973–1982 |                     |
| 1983–1992 |                     |
| 1993–2002 |                     |
| 2003–2013 |                     |
| 2013-2023 |                     |
| Dal 2023  |                     |

## Distretti obsoleti
- Distretto congressuale at-large del Connecticut
- 6º Distretto congressuale del Connecticut